# حصار باتراس
تم  حصار مدينة باتراس في عام 805 أو 807 من قِبل القبائل السلافية المحلية في شبه جزيرة بيلوبونيز بمساعدة أسطول عربي. تعرض هذا الحصار للفشل بسبب تدخل راعي المدينة القديس أندراوس، مما مثل السيطرة البيزنطية على شبه جزيرة بيلوبونيز بعد عقدين من الحكم السلافي على النصف الغربي منها، ومثل هذا كذلك بداية هيمنة متروبوليس باتراس على شؤون الكنسية في شبه الجزيرة.